# 菅坂峠
菅坂峠（すがさかとうげ）は、京都府舞鶴市と綾部市との境にある峠である。標高は448m。

## 概要
菅坂峠は京都府道51号舞鶴和知線にあり、京都府北部の中心都市である舞鶴と、歴史的に深いつながりがある綾部市上林地区を結んでいる。しかし道幅が狭く、急勾配、急カーブが連続する悪路であり、1995年（平成7年）より菅坂南トンネル（延長953m）を含む延長2.3kmのバイパス事業（菅坂バイパス）を進め、2006年（平成18年）11月8日に開通した。
菅坂バイパスの開通により、冬期の通行規制が飛躍的に緩和され、両都市間の交流が更に促進されることが期待される。